# 復興縣
復興縣位於山東省沂蒙山區，民國三十七年（1948年）置，命名為復興縣，縣治南麻店。随着中华民国政府在山东省的军事失败而消失。轄境與今山東省沂源縣相當。

## 歷史沿革
- 民國三十七年（1948年）3月4日，內政部方字第141號公函。[1][2]

案查前准山東省政府代電以該省沂蒙山區位於蒙陰北部，沂水西北，臨朐西南。物產豐富，人口繁密，距各該縣治均甚窵遠，夙稱難治，擬籌設新縣，命名復興，治所設於南麻店。檢送圖表請核辦到部。業經呈奉  行政院轉奉  國民政府令准備案，除通行外相應函請查照為荷

## 管轄區域
劃下列各縣之一部:
- 蒙陰北部
- 沂水西北
- 臨朐西南